# Mars Astrobiology Explorer-Cacher

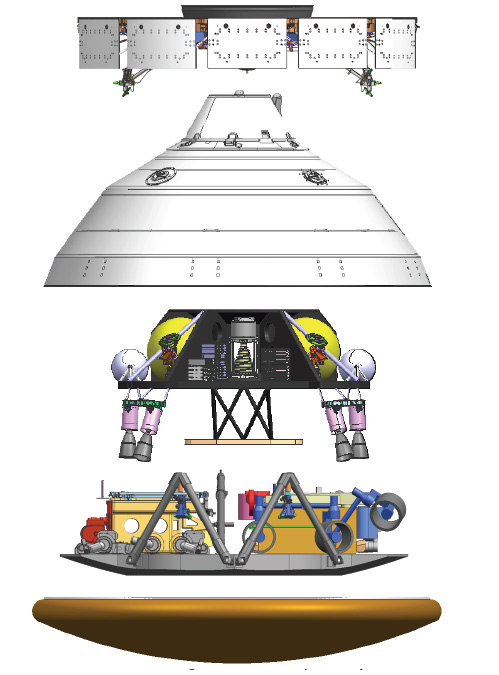
Exomars et Max-C devaient utiliser le même véhicule pour le transit vers Mars et l'atterrissage sur la planète

Le Mars Astrobiology Explorer-Cacher (MAX-C) est un projet de mission martienne proposée par la NASA. Cette mission aurait été remplie par un astromobile qui aurait été lancé en 2018, avec l'astromobile de la mission ExoMars de l'Agence spatiale européenne,,. Le projet de l'astromobile a été annulé en avril 2011 pour des raisons budgétaires,.
L'astromobile aurait été alimenté à l'énergie solaire, avec une masse maximale de 340 kg, basé en grande partie sur les composants du rover Mars Science Laboratory (MSL), mais aurait entraîné un design pour un nouveau système adapté à sa mission spécifique. L'astromobile MAX-C aurait exécuté des explorations exobiologiques in situ, il aurait évalué le potentiel d'habitabilité de différents milieux de Mars, aurait recueilli, (et documenté) des échantillons potentiellement destinés à un retour sur Terre par une future mission.

## Historique
Les éléments essentiels pour une vie sur Mars - l'eau, l'énergie et les nutriments - sont aujourd'hui présents sur la planète, et les données géologiques de Mars présentent de nombreux indices qu'il est tentant d'interpréter comme l'existence par le passé de nombreux environnements propices à la vie. Si la vie est apparue et a évolué sur Mars dans les premières phases de son existence, alors il est possible, et même probable, que des biosignatures physiques ou chimiques aient été préservées dans les roches qui étaient à l'époque situées en surface. Ces découvertes et conclusions sont des arguments convaincants pour une mission menée par un astromobile chargé de rechercher des témoignages de la vie martienne passée.
Durant la plus grande partie de la dernière décennie, l'objectif du programme d'exploration de Mars mené par la NASA a été la recherche d'indices prouvant la présence d'eau. Bien que cette stratégie ait été couronnée de succès dans le cadre des missions sur Mars de 1996-2007, on considère de plus en plus que l'évaluation du potentiel exobiologique des environnements martiens nécessite d'aller au-delà de la simple identification des endroits où l'eau liquide était présente. Ainsi, afin de rechercher des signes de vie passée ou actuelle sur Mars, il est nécessaire de caractériser plus complètement la structure microscopique et macroscopique des matériaux sédimentaires. Pour aborder la question de la vie, ce type d'information est essentiel pour sélectionner et recueillir des échantillons destinés à être étudiés dans les laboratoires sophistiqués sur Terre.
L'utilisation de robots pour recueillir des échantillons géologiques qui seraient éventuellement ramenés par une mission ultérieure sur Terre est une stratégie analysée depuis au moins le milieu des années 1990. En 2007, on a recommandé que toutes les missions sur le sol martien postérieures à Mars Science Laboratory prévoient la constitution de stocks d'échantillons de manière à permettre la réalisation d'une mission de retour d'échantillons sur Terre au plus tôt. Mi-2007, la NASA a demandé qu'un système de stockage d'échantillons soit ajouté au rover MSL. Mais les experts ayant mis en doute la qualité des échantillons recueillis de cette manière, cette fonctionnalité a été abandonnée en novembre 2008 au profit d'outils permettant de nettoyer le système de recueil d'échantillons pour corriger les problèmes rencontrés par l'atterrisseur Phoenix durant ses manipulations d'échantillons.
L'équipe Mars Architecture Tiger Team (MATT), chargée de jeter les bases de la future mission, a développé le concept d'un rover de milieu de gamme. Lorsque le rapport MATT-3 est publié (2009), plusieurs dénominations étaient utilisées dans les groupes de travail, dont « Mid-Range Rover » et « Mars Prospector Rover », et on s'accordait sur le fait que la mission comprendrait un seul rover de classe MER ou MSL qui devait effectuer un atterrissage de précision et disposer de capacités lui permettant de recueillir des échantillons du sol martien. Pour fournir un nom qui corresponde à l'objectif de la mission, le nom générique adopté jusque-là Mid-Range Rover (MRR) a été abandonné en août 2009 au profit de Mars Astrobiology Explorer-Cacher (MAX-C).

## Objectifs
L'objectif principal de la mission est d'évaluer les conditions paléo-environnementales, caractériser le potentiel de préservation de biosignatures, et d'accéder à plusieurs séquences géologiques pour rechercher des preuves de vie passée et/ou de chimie prébiotique. Les échantillons nécessaires pour atteindre les objectifs scientifiques de la future mission de retour d'échantillons seraient réunis, documentés, et conditionnés de manière à permettre son éventuel retour sur Terre.
L'objectif scientifique principal est donc d'atterrir sur un site ayant un haut potentiel d'habitabilité, et susceptible d'avoir préservé les biosignatures physique et chimique de :
- astrobiologie du début du Noachien - contexte environnemental prébiotique dans lequel la vie pourrait apparaître ;
- stratigraphie du Noachien-Hesperien - Test si des conditions de surface avant et après la baisse de l'érosion, l'altération aqueuse, l'activité fluviale, et le champ magnétique étaient habitables ;
- astrobiologie - la vie liée à des hypothèses de test dans le cadre d'un autre type particulier de terrain géologique. Prélèvement des échantillons qui pourraient avoir conservé de nombreux témoignages de la chimie prébiotique ou de la vie sur Mars ; caractériser le potentiel pour la préservation de biosignatures ;
- les émissions de méthane à partir du sous-sol ;
- datation radiométrique ;
- carottage profond - carottes prélevées à une profondeur d'environ 2 m ;
- couches de dépôts polaires - recherche de témoignages des évolutions récentes du climat de la planète ;
- glace à faibles profondeurs aux latitudes moyennes - évaluer la capacité de la glace à se conserver à ces latitudes et dans quelle mesure les perchlorates affectent cette capacité. La glace aux latitudes moyennes peut-elle être exploitée pour produire des ressources (eau, oxygène, etc.) sur place (ISRU) ?

Un objectif scientifique secondaire est de disposer de données sur le long terme sur la pression atmosphérique à la surface de la planète.

## Les caractéristiques du rover
Afin de réduire les coûts, le rover MAX-C doit réutiliser en grande partie les concepts mis au point pour le rover MSL : caractéristiques techniques, déroulement des phases de rentrée atmosphérique et d'atterrissage, conception des tests et matériels de manutention. Il est prévu que ce rover utilisant l'énergie solaire puisse parcourir 20 km et ait une espérance de vie de 500 jours martiens. Sur Mars, les terrains ayant le plus grand intérêt géologique c'est-à-dire laissant apparaitre les différentes strates de terre se trouvent sur les flancs des collines et des cratères. Aussi MAX-C devra si possible être capable de circuler sur des terrains présentant une pente de plus de 30° comme l'ont fait les rovers Spirit et Opportunity.
La masse serait d'environ 340 kg, supérieure aux rovers MER mais inférieure au Mars Science Laboratory.

## Le recueil des échantillons
Le retour d'échantillons martiens est essentiel pour répondre aux objectifs scientifiques de la plus haute priorité du programme d'exploration de Mars. Toutefois, une mission de retour d'échantillons depuis Mars représente un coût et des risques élevés, et s'accompagne de sélection scientifique d'échantillons, d'acquisition, et de la documentation pour le retour éventuel sur terre, il doit également apporter une valeur sans précédent. Même si un échantillon provenant de Mars serait utile pour certaines lignes de la recherche scientifique, il est également vrai que tous les échantillons seraient également utiles pour une recherche scientifique détaillée. Pour répondre aux questions scientifiques plus prioritaires, la sélection des « échantillons en circulation » sera nécessaire. Les échantillons nécessaires pour atteindre les objectifs scientifiques de la future mission proposée de retour d'échantillons seraient collectés, documentés, et emballés de manière appropriée pour le retour sur Terre. Un futur rendez-vous en surface permettrait de récupérer le container et de le charger dans le « Mars Ascent Vehicle » pour son transport sur Terre,.
Si, au site d'atterrissage du rover Curiosity de la mission Mars Science Laboratory (prévue pour 2012), les scientifiques ne reconnaissent pas un échantillon en circulation, ils voudront envoyer un rover vers un autre site, sélectionné à partir des données orbitales et pour lequel un argument pourrait être qu'il y a de meilleures données scientifiques ou un meilleur potentiel d'accès, si Curiosity découvre des échantillons en circulation, les scientifiques voudront sans doute envoyer un rover pour les recueillir pour le retour, par conséquent, ayant le MAX-C mis au point, un lancement en 2018 pourrait faire économiser temps et ressources. L'exigence d'échantillonnage proposée serait de recueillir 20 échantillons sur quatre sites en dehors de l'ellipse d'atterrissage, en une année terrestre. Le rover conduirait alors à un endroit sûr afin de déposer le container des 20 échantillons pour qu'un rover puisse venir les récupérer après 2020. Pour un tel scénario, le rover MAX-C pourrait devoir parcourir 10 km en 150 sols (jours planétaires, ici jours martiens), par exemple, environ 67 m/sol en moyenne, alors une autonomie améliorée du rover serait nécessaire pour le candidat à mission MAX-C.
Le rover MAX-C serait capable de collecter des échantillons par carottage et abrasion. Le carottage serait obtenu par l'utilisation d'un carottier qui pourrait produire des carottes d'environ 10 mm de diamètre et jusqu'à 50 mm de long, qui seraient encapsulées dans des pochettes individuelles bouchonnées. L'abrasion du matériau de surface serait obtenue par l'utilisation d'une tige abrasive, placée dans la carotteuse. Cet outil serait destiné à éliminer de petites quantités de matériau de surface afin de permettre aux instruments de s'affranchir de toute poussière ou couche d'érosion. Il abraserait une zone circulaire d'un diamètre similaire à la carotte (8-10 mm). La translation du bras serait utilisée pour scanner les points individuels à l'abrasion.
À la suite de la crise budgétaire essuyée par la NASA début 2011, celle-ci propose désormais de fusionner les projets de rover ExoMars (ESA) et Max-C (NASA).

## Déroulement de la mission
La mission proposée MAX-C arriverait sur Mars en janvier 2019 dans l'hémisphère nord pendant l'hiver, compte tenu de la pression atmosphérique favorable en cette saison et le rendement du système d'étage de descente (qui sera utilisé par le rover Mars Science Laboratory), susceptible d'être utilisé. En raison de l'excentricité de l'orbite martienne, l'accès des latitudes pour un rover à l'énergie solaire, les latitudes nordiques ayant moins d'incidences sur le rapport puissance/thermique que les latitudes sud, permet un fonctionnement efficace sur des sites au nord jusqu'à 25°N et au sud jusqu'à 15°S.
Étant donné que les terrains scientifiquement intéressants sont souvent trop dangereux pour l'atterrissage, l'ellipse d'atterrissage est souvent conduite à être placée non pas sur les points visés, mais à côté. Le choix du lieu visé doit prendre en compte les dimensions de l'ellipse et la capacité du rover de sortir de cette ellipse dans un délai raisonnable par rapport à la durée de la mission. Le système d'entrée, de descente et d'atterrissage du rover serait de haute précision, et l'atterrissage aurait une précision de ciblage de 7 km. Le rover à énergie solaire aurait besoin d'avoir un rayon d'action d'au moins 10 km et une durée de vie d'au moins un an terrestre.

## Développement de la technologie
Une enveloppe de 70 millions de dollars est prévue pour financer le développement des technologies nécessaires pour la mission; celle-ci nécessite des développements dans quatre domaines clés, :
- forage, conditionnement individuel des carottes et stockage : il s'agit de développer des outils et mécanismes légers pour le recueil et la manipulation des échantillons du sol martien ;
- instruments : amener à maturité des instruments répondant aux besoins de la mission, en particulier dans le domaine de la minéralogie sur des microéchantillons, l'étude des matières organiques, et la détermination de la composition en éléments ;
- protection planétaire/contrôle de la contamination : nettoyage biologique, création d'un catalogue des contaminants biologiques, et modélisation des conditions de transport pour s'assurer que les échantillons pourront être récupérés ;
- navigation du rover : traitement de l'image de bord du rover et logiciel de navigation permettant d'augmenter la vitesse des transits ;
- atterrissage de précision : une priorité scientifique majeure est d'améliorer l'accès aux terrains complexes (c'est-à-dire intéressants sur le plan géologique), ce qui nécessite d'augmenter la précision de l'atterrissage.

Sur la base du calendrier du projet et une étude expérimentale du JPL, le coût total du projet, hors lancements, est estimé entre 1,5 et 2,0 milliards de dollars.
Les investissements dans des installations de stockage (et de quarantaine des échantillons) ainsi que le développement de l'instrumentation d'analyse seront essentiels pour tirer le maximum des échantillons retrournés.